# Christian Lütken (forfatter)
 For alternative betydninger, se Christian Lütken. (Se også artikler, som begynder med Christian Lütken)
Johannes Christian Lütken (11. maj 1791 i Fensmark – 25. juni 1856 i Sorø) var en dansk politisk forfatter og lektor.
Lütkens far, Peter Wilhelm Lütken, da var præst. Johannes Christian blev 1811 student og dyrkede mange, især filosofiske, studier uden at kunne finde sit kald og sin plads, gav sig af med undervisning og tog virksom del i studenterlivet (blandt andet 1818 som en af ”Tylvten”, der udfordrede Jens Baggesen). 1822 blev han adjunkt ved Sorø Akademi og 1826 lektor ved akademiet i filosofi indtil 1849, da akademiet nedlagdes, og han afgik med professortitel. Et svageligt helbred hindrede ham i større arbejder, men både Carsten Hauch og B.S. Ingemann priste ham i mindedigte ved hans død for hans stadige stræben efter lys, hans sandhedskærlighed og ægte frihedssind; han skal også have tjent Hauch som model for skildringen af Freiesleben i Guldmageren. Han udgav 1831-33 tillige med Bredsdorff Blandinger fra Sorø og skrev 1847-48 4 småskrifter om Sorø Akademis idé, hvori han tog ordet for en indskrænkning af undervisningen i de klassiske sprog til bedste for naturvidenskaberne. Efter sin afsked tog Lütken livlig del i den politiske diskussion, idet han — i reglen med mærket X. A. -- skrev omkring 40 småskrifter, foruden mange bladartikler, og heri drøftede spørgsmål dels om forfatningen, dels om Slesvigs fremtidige stilling og den nye helstatsordning. Han indtog over for disse spørgsmål en ejendommelig stilling, i det han var langt mere kritisk anlagt end egnet til at fastholde en enkelt bestemt løsning. I marts 1849 foreslog han "et almenvalgt Folketing i 2 Afdelinger", nemlig med 35 medlemmer for købstæderne og 65 for landboerne, der skulle forhandle i fællesskab, men afstemme særskilt, for således at undgå et egentlig tokammersystem. Allerede i februar 1850 tog han til orde for helstatens genoprettelse, dvs. for en realunion mellem alle monarkiets lande; han ville helst en deling af Slesvig, dog uden indlemmelse af delene i de 2 hovedlande, med mindre Holsten ville udtræde af det tyske forbund og således blive et bindemiddel mellem Danmark og Tyskland. Han ville overføre Ribe og enklaverne til Slesvig og derimod knytte Ærø til kongeriget og ville gennemføre ligestilling mellem det danske og tyske sprog til de yderste konsekvenser. Også udsendte han 1849-50 3 småskrifter An das Volk Deutschlands og skrev 1851 Fredsvennernes Ven som en ivrig talsmand for verdensfreden; i samme øjemed oversatte han 1851-53 Elihu Burritts Oljeblade til Folket. –
Han havde 1826 ægtet Frederikke Flor (1795 – l869), søster til etatsråd Christian Flor.